# 藤原頼経
藤原 頼経（ふじわら の よりつね、建保6年1月16日〈1218年2月12日〉 - 建長8年8月11日〈1256年9月1日〉）は、鎌倉時代前期から中期にかけての公卿。官位は正二位、権大納言。鎌倉幕府第4代征夷大将軍。摂政関白を歴任した九条道家の三男で、摂家から迎えられた摂家将軍。九条頼経とも呼ばれる。
両親ともに源頼朝の同母妹坊門姫の孫であり、前3代の源氏将軍とは遠縁ながら血縁関係にある。妻は源頼家の娘竹御所。
竹御所は難産の末、母子共に亡くなり、源頼朝直系である源氏将軍の血筋は断絶した。頼経は反執権勢力に利用されるようになり、第5代執権北条時頼によって京都へ追放された（宮騒動）。

## 生涯
九条道家と西園寺公経の娘掄子の子として生まれる。生まれたのが寅年・寅月・寅刻だったので、幼名を三寅（みとら）と言った。
建保7年（1219年）に3代将軍源実朝が暗殺された後、鎌倉幕府は後鳥羽上皇の皇子を将軍に迎えようとして、有力御家人一同が連署した上奏文を携えた使者を京都へ送ったが、後鳥羽に拒否される。ただし後鳥羽は、皇子でさえなければ摂関家の子弟であろうと鎌倉殿として下して構わないと渋々ながらも妥協案を示したため、幕府はやむなく親王将軍をあきらめ、源頼朝の同母妹（坊門姫）の曾孫にあたる2歳の三寅が鎌倉に迎え入れられた。三寅の鎌倉下向から数年間は北条政子が尼将軍として三寅を後見して将軍の代行をしていた。その後、承久3年（1221年）の承久の乱をはさんで、政子が死去した嘉禄元年（1225年）12月29日、元服し頼経と名乗る。『明月記』嘉禄元年11月19日条によると京では父道家の意向を受けた菅原為長によって師嗣・道良・道嗣などの名前が候補として考えられていたが、それにもかかわらず頼経に決まったのは「頼朝」の後継者としての正統性・連続性を意識した執権北条泰時の意向によるものと考えられる。翌嘉禄2年（1226年）、将軍宣下により鎌倉幕府の4代将軍となる。同年正月に将軍宣下要請のため、使者として京に派遣された佐々木信綱は頼経の源氏への改姓を求めて藤原氏氏寺の春日大社へ赴き、その可否を問うことを関白近衛家実に伝えたが、春日大明神は改姓を許さず、頼経の源氏改姓は実現しなかった。
寛喜2年（1230年）12月9日、2代将軍・源頼家の娘で16歳年上の竹御所を妻に迎える。しかし、北条政子・義時姉弟の担ぎ挙げた傀儡将軍であり、頼経の元服直前に義時と政子が相次いで死去したものの、その立場は義時の子の泰時とその叔父時房に引き継がれた。加えて天福2年（1234年）には正室・竹御所が死産の末に死去したこともあり、将軍としての実権はほとんどなかった。将軍に迎えられてまもなくの頃は三浦氏（三浦義村・泰村ら）が近しく仕えており、『吾妻鏡』安貞元年（1227年）・翌2年（1228年）・嘉禎2年（1236年）の条などには、頼経が義村の田村館（田村山荘、田村城とも）を度々訪れた記録が見える。
暦仁元年（1238年）、頼経は泰時・時房らを率いて上洛をする。正月28日に鎌倉を出た頼経は2月17日に京都に入り、10月13日まで滞在した。この間に祖父母や両親、兄弟たちと再会した他、権中納言、検非違使別当を経て一気に権大納言まで昇進、更に6月5日には時房らを率いて春日大社に参詣した。また、既に竹御所が亡くなっているため、代わりとなる正室を然るべきところから迎えるための候補者選定も目的であった可能性があるとする説もある。
しかし、年齢を重ね官位を高めていくにつれ、泰時の異母弟朝時の嫡男光時を筆頭とした得宗・執権政治に反対する勢力が頼経に接近し、幕府内での権力基盤を徐々に強めていく。また、父の道家と外祖父の西園寺公経が関東申次として朝廷・幕府の双方に権力を振るい始めた事も深刻な問題と化してきた。特に北条氏との関係に配慮してきた公経が死去し、北条氏に反感を抱く道家が関東申次となると道家が幕政に介入を試みるようになってきたため、頼経と執権北条経時との関係も悪化。寛元2年（1244年）には将軍職を嫡男の頼嗣に譲っている。青山幹也によれば、この頃の側近は、藤原定員・中原師員・藤原親実・後藤基綱の4人だったという。頼経はその後も鎌倉に留まり、「大殿」と称されてなおも幕府内に勢力を持ち続けた。
寛元3年（1245年）2月に「大殿」として再度の上洛を計画するが、直前の寛元2年（1244年）12月26日に経時・時頼兄弟の屋敷から出た失火によって政所が焼失したことを理由に延期された。石井清文は、北条氏（経時・時頼）からすれば「大殿」頼経の上洛は御家人の負担になるだけでなく、上洛に従った御家人が頼経の働きかけによって官位を授けられて側近の強化につながり、更に摂関家の子弟で現在大納言の頼経が上洛すれば更なる昇進（大臣就任など）も想定され、その場合には北条氏と言えども頼経を抑え込むのが不可能となるため、北条氏が上洛を阻止するためにわざと自分の屋敷に火をかけた可能性もあるとしている。
寛元3年（1245年）7月、鎌倉久遠寿量院で出家、行賀と号し、将軍御所を頼嗣に譲っている。しかし、寛元4年（1246年）5月に光時ら北条得宗家への反対勢力による頼経を中心にした執権排斥の動きを察知されて、執権時頼により光時らが粛清され、頼経も京都に送還、京都六波羅の若松殿に移った。また、この事件により父道家も関東申次を罷免され籠居させられた（宮騒動）。
その後、宝治元年（1247年）に三浦泰村・光村兄弟が頼経の鎌倉帰還を図るが失敗する（宝治合戦）。また、建長3年（1251年）に足利泰氏が自由出家を理由として所領を没収された事件も、道家・頼経父子が関与していたとされる。同年の了行ら宝治合戦の残党の謀叛事件に頼経が関係したとして、翌建長4年（1252年）に頼嗣が将軍職を解任されて京都へ送還され、関与を疑われた父・道家はまもなく失意の内に没した。
4年後の康元元年8月11日（1256年9月1日）、赤痢のため39歳で京都で薨去。翌月には頼嗣も死去している。この頃、日本中で疫病が猛威を振るっており、親子共々それに罹患したものと思われる。
頼経と頼嗣の2代を摂家将軍・藤原将軍・公卿将軍と呼ぶ。頼経の死に際して、中流公家の吉田経俊の日記『経俊卿記』は「将軍として長年関東に住んだが、上洛の後は人望を失い、遂には早世した。哀しむべし、哀しむべし」と記している。

## 官歴
※ 日付 ＝ 旧暦
- 嘉禄元年（1225年[注釈 7]）12月29日、元服。
- 嘉禄2年（1226年）
  - 1月27日、正五位下に叙し、右近衛権少将に任官。征夷大将軍宣下。
  - 3月12日、禁色を許される。
  - 3月25日、従四位上に昇叙し、右近衛中将に転任。
  - 4月8日、正四位下に昇叙、右近衛中将は元の如し。
- 貞永元年（1232年）
  - 1月30日、備後権守兼任。
  - 2月27日、従三位に昇叙、右近衛中将・備後権守は元の如し。
- 天福元年（1233年）1月28日、権中納言に転任。
- 文暦元年（1235年）12月21日、正三位に昇叙、権中納言は元の如し。
- 嘉禎元年（1235年）
  - 10月8日、陸奥出羽按察使兼任。
  - 11月19日、従二位に昇叙、権中納言・陸奥出羽按察使は元の如し。
- 嘉禎2年（1236年）7月20日、正二位に昇叙、権中納言は元の如し。民部卿を兼任。按察使止める。
- 暦仁元年（1238年）
  - 2月24日、右衛門督兼任。民部卿止める。
  - 2月25日、検非違使別当兼帯。
  - 3月7日、権大納言に昇叙、検非違使別当・右衛門督は元の如し。
  - 4月18日、権大納言・検非違使別当・右衛門督辞任。
- 寛元2年（1244年）4月28日、征夷大将軍辞職。
- 寛元3年（1245年）7月5日、出家。行賀と号す。

## 系譜
- 父：九条道家
- 母：西園寺掄子[注釈 8] - 西園寺公経の娘
- 妻：源鞠子（竹御所） - 源頼家の娘
- 妻：大宮殿 - 藤原親能の娘
  - 男子：藤原頼嗣（1239年 - 1256年）
  - 男子：道増
  - 男子：源恵

なお、『吾妻鏡』寛元元年正月5日条には若君（頼嗣）とその母（二棟御方＝大宮殿）とは別に御台所と乙若君（頼嗣の異母弟）の母子が登場しており、竹御所の没後に頼経が新しい正室を迎えたと推測される。『鎌倉九代記』仁治3年7月4日条の記述から権中納言持明院家行の娘と推測されているが詳細は不明である。

### 系図
| 源義朝 | 源義朝 | 源義朝 | 源義朝 | 源義朝 | 源義朝 |  |  | 源頼朝                | 源頼朝                | 源頼朝                | 源頼朝                | 源頼朝                | 源頼朝                |  |  | 源頼家                | 源頼家                | 源頼家                | 源頼家                | 源頼家                | 源頼家                |  |  | 竹御所     | 竹御所     | 竹御所     | 竹御所     | 竹御所     | 竹御所     |  |  |                     |                     |                     |                     |                     |                     |  |  |          |          |          |          |          |          |          |          |          |          |          |          |  |  |          |          |          |          |          |          |
| 源義朝 | 源義朝 | 源義朝 | 源義朝 | 源義朝 | 源義朝 |  |  | 源頼朝                | 源頼朝                | 源頼朝                | 源頼朝                | 源頼朝                | 源頼朝                |  |  | 源頼家                | 源頼家                | 源頼家                | 源頼家                | 源頼家                | 源頼家                |  |  | 竹御所     | 竹御所     | 竹御所     | 竹御所     | 竹御所     | 竹御所     |  |  |                     |                     |                     |                     |                     |                     |  |  |          |          |          |          |          |          |          |          |          |          |          |          |  |  |          |          |          |          |          |          |
|        |        |        |        |        |        |  |  |                       |                       |                       |                       |                       |                       |  |  | 源実朝                |                       |                       |                       |                       |                       |  |  |            |            |            |            |            |            |  |  |                     |                     |                     |                     |                     |                     |  |  |          |          |          |          |          |          |          |          |          |          |          |          |  |  |          |          |          |          |          |          |
|        |        |        |        |        |        |  |  |                       |                       |                       |                       |                       |                       |  |  |                       |                       |                       |                       |                       |                       |  |  |            |            |            |            |            |            |  |  |                     |                     |                     |                     |                     |                     |  |  |          |          |          |          |          |          |          |          |          |          |          |          |  |  |          |          |          |          |          |          |
|        |        |        |        |        |        |  |  |                       |                       |                       |                       |                       |                       |  |  |                       |                       |                       |                       |                       |                       |  |  |            |            |            |            |            |            |  |  |                     |                     |                     |                     |                     |                     |  |  |          |          |          |          |          |          |          |          |          |          |          |          |  |  |          |          |          |          |          |          |
|        |        |        |        |        |        |  |  |                       |                       |                       |                       |                       |                       |  |  | 九条良経室            | 九条良経室            | 九条良経室            | 九条良経室            | 九条良経室            | 九条良経室            |  |  | 九条道家   | 九条道家   | 九条道家   | 九条道家   | 九条道家   | 九条道家   |  |  |                     |                     |                     |                     |                     |                     |  |  |          |          |          |          |          |          |          |          |          |          |          |          |  |  |          |          |          |          |          |          |
|        |        |        |        |        |        |  |  |                       |                       |                       |                       |                       |                       |  |  | 九条良経室            | 九条良経室            | 九条良経室            | 九条良経室            | 九条良経室            | 九条良経室            |  |  | 九条道家   | 九条道家   | 九条道家   | 九条道家   | 九条道家   | 九条道家   |  |  |                     |                     |                     |                     |                     |                     |  |  |          |          |          |          |          |          |          |          |          |          |          |          |  |  |          |          |          |          |          |          |
|        |        |        |        |        |        |  |  | 坊門姫 （一条能保室） | 坊門姫 （一条能保室） | 坊門姫 （一条能保室） | 坊門姫 （一条能保室） | 坊門姫 （一条能保室） | 坊門姫 （一条能保室） |  |  |                       |                       |                       |                       |                       |                       |  |  |            |            |            |            |            |            |  |  | 藤原頼経            | 藤原頼経            | 藤原頼経            | 藤原頼経            | 藤原頼経            | 藤原頼経            |  |  |          |          |          |          |          |          |          |          |          |          |          |          |  |  |          |          |          |          |          |          |
|        |        |        |        |        |        |  |  | 坊門姫 （一条能保室） | 坊門姫 （一条能保室） | 坊門姫 （一条能保室） | 坊門姫 （一条能保室） | 坊門姫 （一条能保室） | 坊門姫 （一条能保室） |  |  |                       |                       |                       |                       |                       |                       |  |  |            |            |            |            |            |            |  |  | 藤原頼経            | 藤原頼経            | 藤原頼経            | 藤原頼経            | 藤原頼経            | 藤原頼経            |  |  |          |          |          |          |          |          |          |          |          |          |          |          |  |  |          |          |          |          |          |          |
|        |        |        |        |        |        |  |  |                       |                       |                       |                       |                       |                       |  |  | 全子 （西園寺公経室） | 全子 （西園寺公経室） | 全子 （西園寺公経室） | 全子 （西園寺公経室） | 全子 （西園寺公経室） | 全子 （西園寺公経室） |  |  | 掄子       | 掄子       | 掄子       | 掄子       | 掄子       | 掄子       |  |  |                     |                     |                     |                     |                     |                     |  |  | 藤原頼嗣 | 藤原頼嗣 | 藤原頼嗣 | 藤原頼嗣 | 藤原頼嗣 | 藤原頼嗣 |          |          |          |          |          |          |  |  |          |          |          |          |          |          |
|        |        |        |        |        |        |  |  |                       |                       |                       |                       |                       |                       |  |  | 全子 （西園寺公経室） | 全子 （西園寺公経室） | 全子 （西園寺公経室） | 全子 （西園寺公経室） | 全子 （西園寺公経室） | 全子 （西園寺公経室） |  |  | 掄子       | 掄子       | 掄子       | 掄子       | 掄子       | 掄子       |  |  |                     |                     |                     |                     |                     |                     |  |  | 藤原頼嗣 | 藤原頼嗣 | 藤原頼嗣 | 藤原頼嗣 | 藤原頼嗣 | 藤原頼嗣 |          |          |          |          |          |          |  |  |          |          |          |          |          |          |
|        |        |        |        |        |        |  |  |                       |                       |                       |                       |                       |                       |  |  |                       |                       |                       |                       |                       |                       |  |  |            |            |            |            |            |            |  |  | 藤原親能の娘        |                     |                     |                     |                     |                     |  |  |          |          |          |          |          |          |          |          |          |          |          |          |  |  |          |          |          |          |          |          |
|        |        |        |        |        |        |  |  |                       |                       |                       |                       |                       |                       |  |  |                       |                       |                       |                       |                       |                       |  |  |            |            |            |            |            |            |  |  |                     |                     |                     |                     |                     |                     |  |  |          |          |          |          |          |          |          |          |          |          |          |          |  |  |          |          |          |          |          |          |
|        |        |        |        |        |        |  |  |                       |                       |                       |                       |                       |                       |  |  |                       |                       |                       |                       |                       |                       |  |  |            |            |            |            |            |            |  |  | 仁子 （近衛兼経室） | 仁子 （近衛兼経室） | 仁子 （近衛兼経室） | 仁子 （近衛兼経室） | 仁子 （近衛兼経室） | 仁子 （近衛兼経室） |  |  |          |          |          |          |          |          | 惟康親王 | 惟康親王 | 惟康親王 | 惟康親王 | 惟康親王 | 惟康親王 |  |  |          |          |          |          |          |          |
|        |        |        |        |        |        |  |  |                       |                       |                       |                       |                       |                       |  |  |                       |                       |                       |                       |                       |                       |  |  |            |            |            |            |            |            |  |  | 仁子 （近衛兼経室） | 仁子 （近衛兼経室） | 仁子 （近衛兼経室） | 仁子 （近衛兼経室） | 仁子 （近衛兼経室） | 仁子 （近衛兼経室） |  |  |          |          |          |          |          |          | 惟康親王 | 惟康親王 | 惟康親王 | 惟康親王 | 惟康親王 | 惟康親王 |  |  |          |          |          |          |          |          |
|        |        |        |        |        |        |  |  |                       |                       |                       |                       |                       |                       |  |  |                       |                       |                       |                       |                       |                       |  |  | 西園寺実氏 | 西園寺実氏 | 西園寺実氏 | 西園寺実氏 | 西園寺実氏 | 西園寺実氏 |  |  |                     |                     |                     |                     |                     |                     |  |  |          |          |          |          |          |          | 久明親王 | 久明親王 | 久明親王 | 久明親王 | 久明親王 | 久明親王 |  |  | 守邦親王 | 守邦親王 | 守邦親王 | 守邦親王 | 守邦親王 | 守邦親王 |
|        |        |        |        |        |        |  |  |                       |                       |                       |                       |                       |                       |  |  |                       |                       |                       |                       |                       |                       |  |  | 西園寺実氏 | 西園寺実氏 | 西園寺実氏 | 西園寺実氏 | 西園寺実氏 | 西園寺実氏 |  |  |                     |                     |                     |                     |                     |                     |  |  |          |          |          |          |          |          | 久明親王 | 久明親王 | 久明親王 | 久明親王 | 久明親王 | 久明親王 |  |  | 守邦親王 | 守邦親王 | 守邦親王 | 守邦親王 | 守邦親王 | 守邦親王 |

## 伝説
茨城県鹿嶋市宮中にある鹿島神宮の白馬祭は、頼経が関東に下向したときに神託で悪来王を退治したので、鹿島神宮の神前で禁中で行われていた白馬節絵会を執り行ったのが起源という。

## 偏諱を与えた人物
- 北条経時
- 北条時頼

## 関連作品

### テレビドラマ
- 北条時宗 - 2001年、演：宇梶剛士
- 鎌倉殿の13人 - 2022年、演：織田一央織、中村龍太郎